# بالاتون‌هنیه
بالاتون‌هنیه (به مجاری: Balatonhenye) یک شهرداری در مجارستان است که در ناحیه تاپولتسا واقع شده‌است. بالاتون‌هنیه ۱۱٫۶۸ کیلومتر مربع مساحت و ۱۵۱ نفر جمعیت دارد.